# MGMT
MGMT（エム・ジー・エム・ティー）は、アメリカ合衆国ニューヨーク、ブルックリン出身のアンドリュー・ヴァンウィンガーデン（Andrew VanWyngarden）とベン・ゴールドワッサー（Benjamin Nicholas Hunter "Ben" Goldwasser）を中心としたサイケデリックバンド。以前は「The Management」というバンド名であった。MGMTとは、以前の名前のManagementを略したものである。

## 来歴

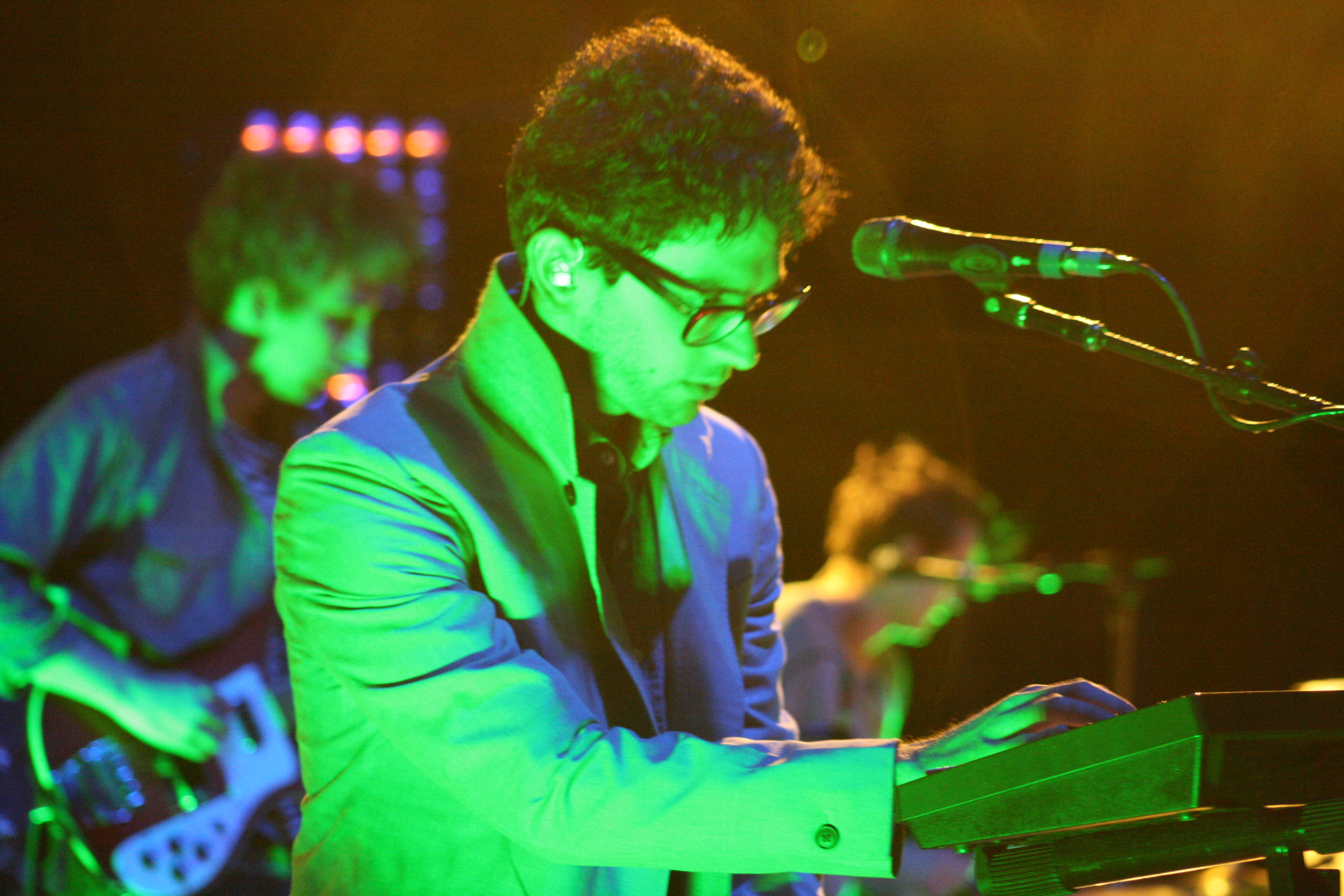
ライブで演奏するバンド（2010年）

アンドリューとベンは、コネチカット州のミドルタウンにあるウェズリアン大学の1年生のときにバンドを結成。2005年大学を卒業し、オブ・モントリオール（of Montreal）のツアーに同行。2006年の秋にコロムビア・レコードと契約をし、翌2007年にデイヴ・フリッドマンとともにアルバムのレコーディングに入った。デビューアルバム「オラキュラー・スペクタキュラー」は2007年10月2日にデジタルリリースされ、翌2008年1月22日に物理フォーマット（CDとLP）でもリリースされた（日本盤発売は2008年7月2日）。同アルバムはメディアから高い評価を受けるとともに商業面でも成功を果たし、2010年3月時点でアメリカで580,000枚、イギリスで461,000枚を売り上げている。同作の"Time to pretend"の歌詞ではドラッグの使用について触れている。
2009年、バンドは元スペースメン3のソニック・ブームことピーター・ケンバーをプロデューサーに迎えて次作のレコーディングを行った。
2010年4月、2枚目のアルバム『コングラチュレイションズ』をリリース。発売前より音源がネット上にリークしたため、3月20日から公式サイトで全曲ストリーミングが開始されていた。またツアー・サポートメンバーだった3人が正式加入し、5人編成となった。
2013年、セルフタイトル作である3作目『MGMT』をリリース。
2018年、4作目のアルバム『リトル・ダーク・エイジ』をリリース。

## ディスコグラフィ

### スタジオ・アルバム
- Climbing to New Lows （2005年）※The Management名義
- オラキュラー・スペクタキュラー - Oracular Spectacular （2007年）- 全米38位、全英8位
  - オラキュラー・スペクタキュラー ＋4 -  Oracular Spectacular ＋4 （2009年）- ソウルワックス、ジャスティスのリミックスなどを加えたスペシャル盤
- コングラチュレイションズ - Congratulations （2010年）- 全米2位、全英4位
  - コングラチュレイションズ ＋5 - Congratulations ＋5 （2010年）- エール、コーネリアスのリミックスなどを加えたスペシャル盤
- MGMT - MGMT  （2013年） - 全米14位
- リトル・ダーク・エイジ - Little Dark Age（2018年）
- ロス・オブ・ライフ - Loss of Life（2024年）

## 日本公演
- 2008年
  - 8月9日、8月10日 サマーソニック
  - 12月1日 大阪Shangri-la、12月3日 東京O-East
- 2010年
  - 7月28日 SHIBUYA-AX - ゼム・クルックド・ヴァルチャーズのオープニングアクト
  - 7月31日 フジロック・フェスティバル
- 2011年
  - 2月22日 Zepp名古屋、2月24日・25日 東京新木場STUDIO COAST、2月26日 大阪IMPホール
- 2014年
  - 1月8日 大阪なんばHatch、1月９日 名古屋ダイアモンドホール、1月11日 東京新木場STUDIO COAST
- 2018年
  - 7月28日 フジロック・フェスティバル
- 2019年
  - 8月16日 サマーソニック東京、8月18日 サマーソニック大阪